# Buenos Aires tunnelbana
Buenos Aires tunnelbana, lokalt kallad Subte (från spanskans subterráneo, ”underjordisk”) är ett tunnelbanenät i Buenos Aires i Argentina. Tunnelbanan invigdes 1913 och är därmed ett av världens äldsta tunnelbanesystem, samt det första i Latinamerika och den södra hemisfären såväl som i hela den spanskspråkiga världen. Tunnelbanesystemet omfattar 56,7 km spår och 90 stationer fördelade på 6 linjer (A, B, C, D, E och H). Varje linje har sin egen färg.
|  |

Tunnelbanan växte snabbt under tillväxtåren, men avstannade efter andra världskriget. Under den ekonomiska återhämtningen under delar av 1980- och 90-talen ökade behovet av att avlasta vägnätet och bygga ut kollektivtrafiken. År 1987 öppnade en spårvägslinje (premetro) och 2007 blev Línea H, den första stora utbyggnaden av tunnelbanenätet sedan andra världskriget, färdig.
Det finns långtgående planer på att utöka tunnelbanan från dagens sex till tio linjer, men de nya linjerna är ännu bara på planeringsstadiet. En utbyggnad kommer att knyta ihop flera delar av staden och förstärka de nord-sydliga banden. Fullt utbyggd väntas Buenos Aires tunnelbana omfatta 97 kilometer, och 70 procent av stadens befolkning kommer att ha mindre än 400 meter till närmaste station.

## Linjer
- Línea A Plaza de Mayo–San Pedrito, invigd 14 december 1913, 9,8 km, 18 stationer.
- Línea B Leandro N. Alem–Juan Manuel de Rosas, invigd 17 oktober 1930, 11,9 km, 17 stationer.
- Línea C Retiro–Constitución, invigd 9 november 1934, 4,5 km, 9 stationer.
- Línea D Catedral–Congreso de Tucumán, invigd 3 juni 1937, 10,41 km, 16 stationer.
- Línea E Retiro–Plaza de los Virreyes, invigd 20 juni 1944, 12 km, 18 stationer.
- Línea H Facultad de Derecho–Hospitales, öppnades i slutet av 2007, 8,8 km, 12 stationer.
- Línea F Plaza Italia–Constitución (planerad)
- Línea G Retiro–Cid Campeador (planerad)
- Línea I Directorio–Serrano (planerad)
- Premetro öppnad 27 augusti 1987, 7,4 km.

## Stationer

Knutpunkt Catedral / Peru /  Bolivar
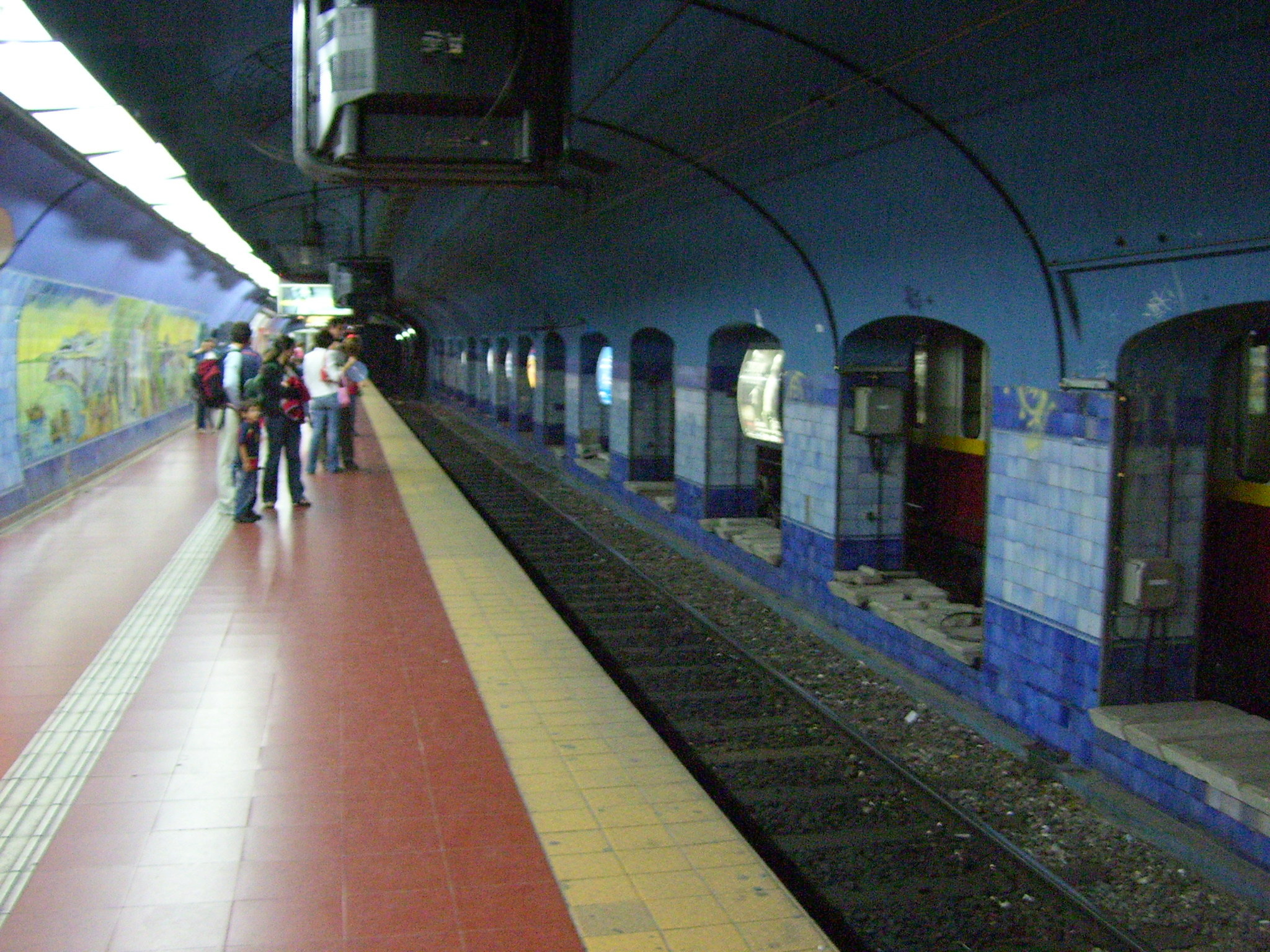
Catedral
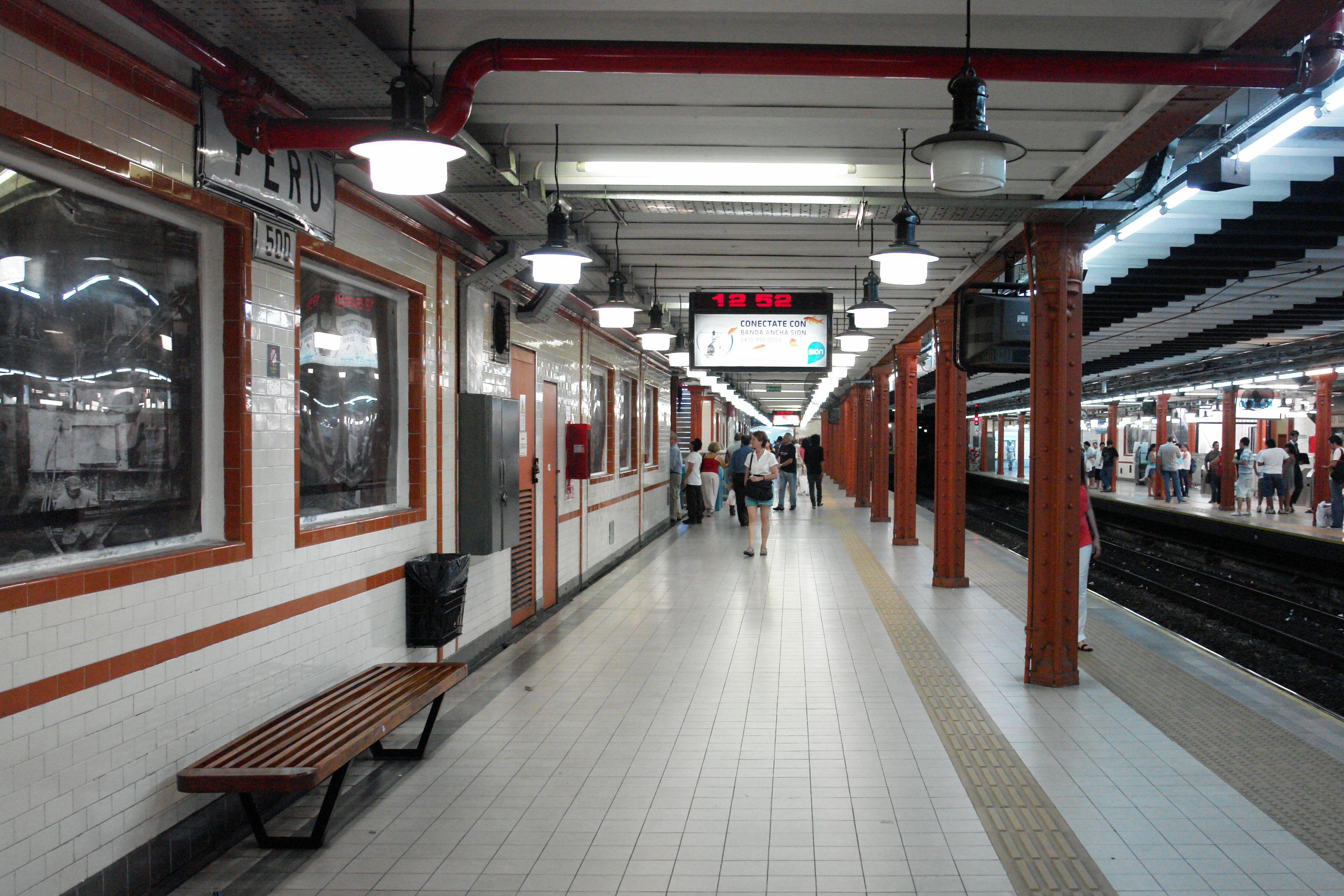
Peru
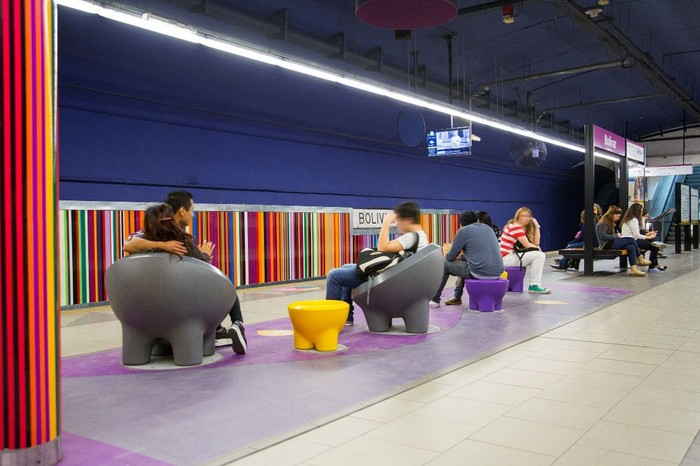
Bolivar

Knutpunkt Carlos Pellegrini / 9 de Julio / Diagonal Norte
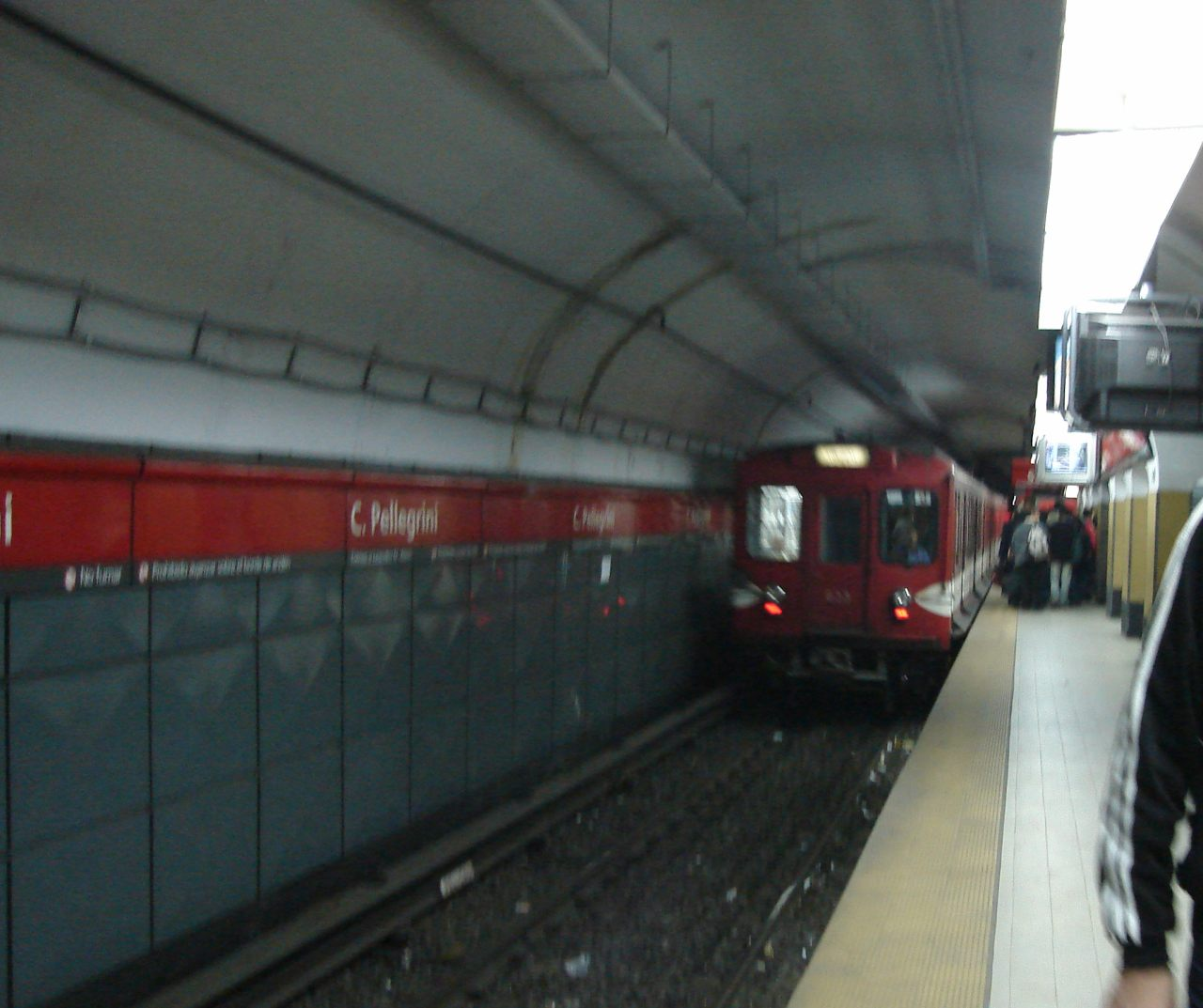
Carlos Pellegrini
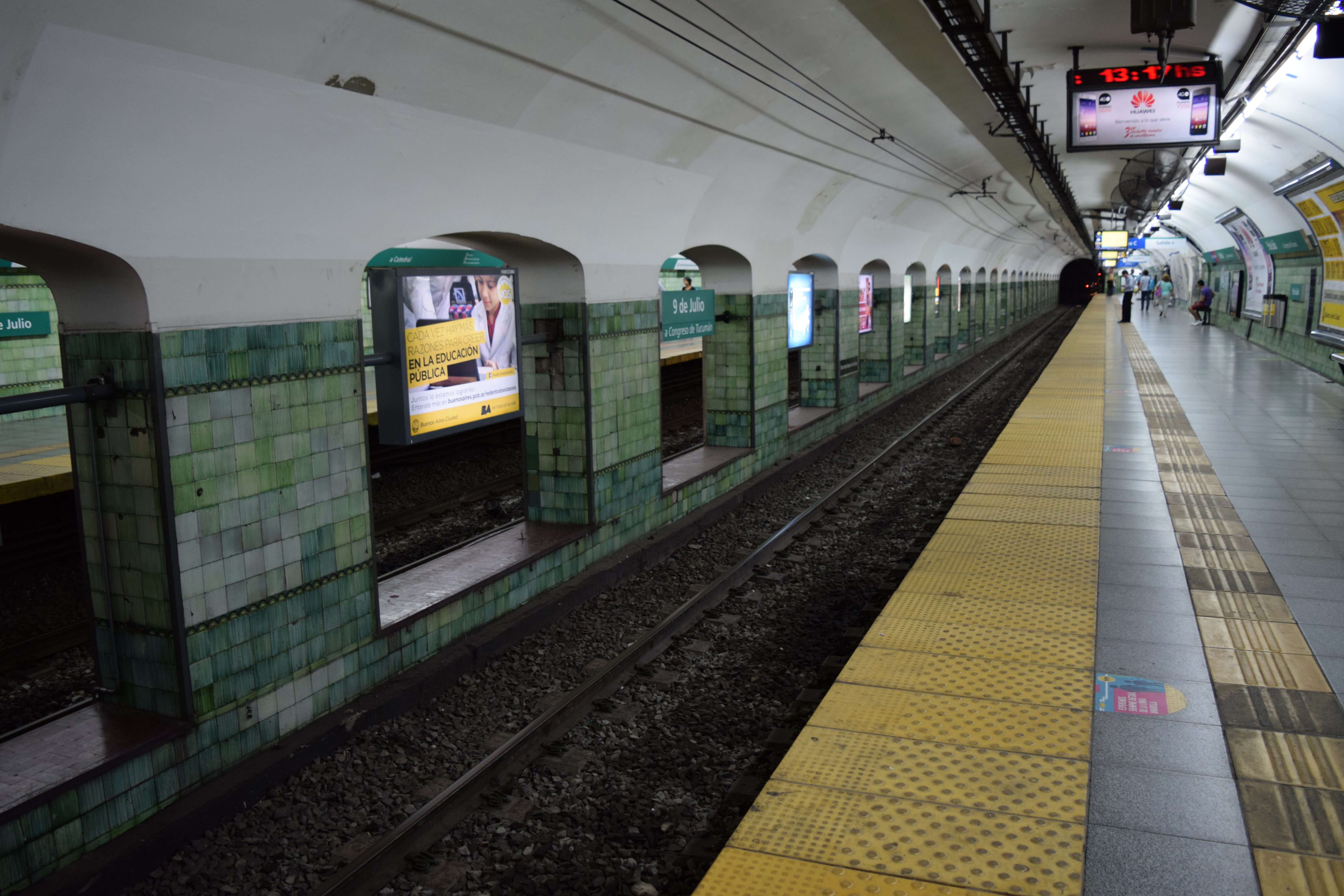
9 de Julio
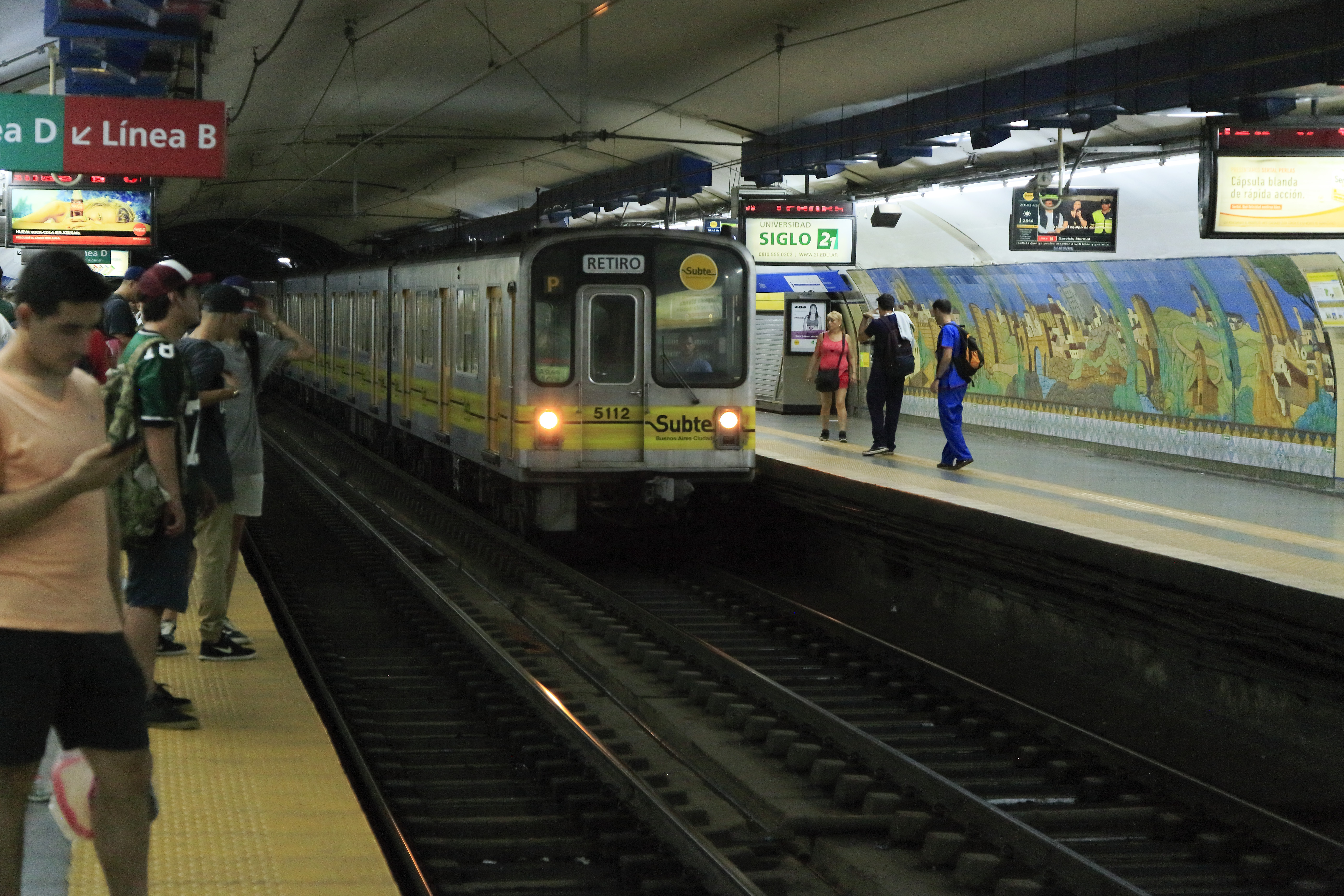
Diagonal Norte